# Humići
Humići (en cyrillique : Хумићи) est un village de Bosnie-Herzégovine. Il est situé dans la municipalité de Ključ, dans le canton d'Una-Sana et dans la fédération de Bosnie-et-Herzégovine. Selon les premiers résultats du recensement bosnien de 2013, il compte 766 habitants.

## Démographie

### Évolution historique de la population
| 1948 | 1953 | 1961 | 1971 | 1981  | 1991  | 2013 |
| ---- | ---- | ---- | ---- | ----- | ----- | ---- |
| -    | -    | 646  | 751  | 1 060 | 1 005 | 766  |

|  |

### Communauté locale
En 1991, la communauté locale de Humići comptait 2 173 habitants, répartis de la manière suivante :